# حادثه ۲۰۱۹ گریز
حادثه ۲۰۱۹ گریز (به انگلیسی: 2019 Grays incident) در ۲۳ اکتبر ۲۰۱۹ حدود ساعت ۰۱:۳۰ به وقت محلی ۳۹ جسد در یخچال-فریزر یک کامیون در گریز، اسکس، انگلستان کشف شد. این کامیون در بلغارستان به نام یک شرکت ایرلندی به ثبت رسیده بود. این کامیون از بندر زبراگ در بلژیک به پورفلیت در انگلستان ارسال شده بود. این احتمال وجود دارد که کامیون از مسیر ایرلند شمالی و از طریق بندر هالی‌هد وارد انگلستان شده باشد.

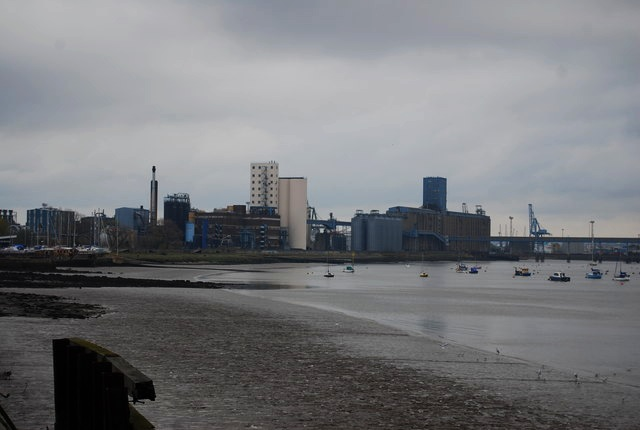
گریز از کنار رود تیمز

تحقیقات توسط پلیس اسکس انجام شد اما در پایان روز مقامات کشوری بریتانیا، بلژیک و ایرلند نیز وارد شدند. قربانیان همه ملیت ویتنامی داشتند. این گروه مهاجران غیرقانونی و نیز قربانیان تجارت قاچاق انسان بوده‌اند.
اما نتیجه آزمایش دی‌ان‌ای جان‌باختگان به کشف یک باند قاچاق انسان در فرانسه کمک کرده است.
در دسامبر ۲۰۲۱ بیست تن، از جمله رستوران‌دار، حسابدار، رابط، دلال، یک نماینده شورای شهر گرونوبل در فرانسه متهم به مشارکت در شبکه قاچاق انسان، جعل مدرک و سوء‌استفاده از نیروی کار مهاجران غیرقانونی شدند. تحقیقات پلیس قضایی فرانسه نشان می‌دهد که اعضای این باند تبهکار با جعل مدرک و با وعده سفر به بریتانیا پناهجویان غیر قانونی را در شرایط اسفناک و غیر انسانی به کار وامی‌داشته‌اند. پلیس فرانسه از نوامبر ۲۰۱۷ نسبت به فعالیت‌های این شبکه تبهکار مظنون شده بود و در حال تحقیق بوده است. بر پایه قوانین فرانسه، مجازات متهمان بین ۵ تا ۱۰ سال زندان تعریف شده است.